# Orchha (ort i Indien)
Orchha är en ort i Indien.   Den ligger i distriktet Tīkamgarh och delstaten Madhya Pradesh, i den centrala delen av landet, 400 km söder om huvudstaden New Delhi. Orchha ligger 218 meter över havet och antalet invånare är 8 500.
Terrängen runt Orchha är platt. Runt Orchha är det tätbefolkat, med 266 invånare per kvadratkilometer. Närmaste större samhälle är Jhānsi, 13,3 km nordväst om Orchha. Trakten runt Orchha består till största delen av jordbruksmark.